# Comuna Brănești, Ilfov
Brănești este o comună în județul Ilfov, Muntenia, România, formată din satele Brănești (reședința), Islaz, Pasărea și Vadu Anei.

## Localizare
Comuna Brănești se află în estul județului Ilfov, pe malul stâng al râului Pasărea. Este străbătută de Autostrada A2, pe care este deservită de un nod rutier deschis în vara lui 2021 și aflat în apropierea satului Vadu Anei. Din acest nod, se iese în șoseaua județeană DJ100. Localitatea de reședință a comunei este traversată de șoseaua națională DN3, care leagă Bucureștiul de Călărași. La Brănești, această șosea se intersectează tot cu DJ100, care leagă comuna spre sud de Fundeni (județul Călărași) și spre nord-vest de Găneasa, Afumați (DN2), Ștefăneștii de Jos, Tunari și Otopeni (unde se termină în DN1).
Prin comună trece calea ferată București-Constanța, pe care este deservită de haltele Brănești-Sat și Islaz, și de stațiile Brănești-Sat și Brănești.

## Demografie
Componența etnică a comunei Brănești
     Români (83,82%)
     Alte etnii (0,49%)
     Necunoscută (15,69%)
Componența confesională a comunei Brănești
     Ortodocși (81,38%)
     Alte religii (1,73%)
     Necunoscută (16,89%)
Conform recensământului efectuat în 2021, populația comunei Brănești se ridică la 10.708 locuitori, în creștere față de recensământul anterior din 2011, când fuseseră înregistrați 10.367 de locuitori. Majoritatea locuitorilor sunt români (83,82%), iar pentru 15,69% nu se cunoaște apartenența etnică. Din punct de vedere confesional, majoritatea locuitorilor sunt ortodocși (81,38%), iar pentru 16,89% nu se cunoaște apartenența confesională.

## Politică și administrație
Comuna Brănești este administrată de un primar și un consiliu local compus din 15 consilieri. Primarul, Niculae Cismaru[*], de la Partidul Național Liberal, este în funcție din 2012. Începând cu alegerile locale din 2024, consiliul local are următoarea componență pe partide politice:
|  | Partid                          | Consilieri | Componența Consiliului | Componența Consiliului | Componența Consiliului | Componența Consiliului | Componența Consiliului | Componența Consiliului | Componența Consiliului | Componența Consiliului | Componența Consiliului | Componența Consiliului | Componența Consiliului |
|  | ------------------------------- | ---------- | ---------------------- | ---------------------- | ---------------------- | ---------------------- | ---------------------- | ---------------------- | ---------------------- | ---------------------- | ---------------------- | ---------------------- | ---------------------- |
|  | Partidul Național Liberal       | 11         |                        |                        |                        |                        |                        |                        |                        |                        |                        |                        |                        |
|  | Partidul Social Democrat        | 2          |                        |                        |                        |                        |                        |                        |                        |                        |                        |                        |                        |
|  | Alianța pentru Unirea Românilor | 1          |                        |                        |                        |                        |                        |                        |                        |                        |                        |                        |                        |
|  | M10 (partid politic)            | 1          |                        |                        |                        |                        |                        |                        |                        |                        |                        |                        |                        |

## Istorie
La sfârșitul secolului al XIX-lea, comuna Brănești făcea parte din plasa Dâmbovița a județului Ilfov și era formată doar din satele Brănești și Vadu Anei, totalizând 1511 locuitori (majoritar etnici bulgari, urmași ai bulgarilor emigrați peste Dunăre în secolul al XVIII-lea) și 276 de case. Moșia din comună era atunci proprietatea statului, care o obținuse de la Mitropolia ortodoxă a Munteniei în 1854 în schimbul unor terenuri din zona Câmpinei.
În satul de reședință funcționa începând cu 1879 o școală cu 58 de elevi (din care 50 băieți), o biserică ortodoxă și o pepinieră unde făceau practică elevii școlii de silvicultură din București. Satul Pasărea aparținea pe atunci comunei Piteasca-Pasărea și în el funcționa o școală mixtă frecventată în 1899 de 61 de elevi.
În 1925, apare și satul Islaz, comuna Brănești având 3660 de locuitori și făcând parte din plasa Pantelimon a aceluiași județ, iar în 1931 comuna avea în compunere și satul Vadu Anei. În 1950, comuna Brănești a devenit o vreme reședința raionului Brănești din regiunea București, după care (în 1960) raionul a fost desființat, comuna devenind parte a raionului Lehliu al aceleiași regiuni. În perioada respectivă satul Pasărea, împreună cu comuna Piteasca-Pasărea, a fost inclus în raionul 23 August al orașului republican București. În 1968, reforma administrativă din România a adus reînființarea județului Ilfov, din care comuna Brănești a făcut parte, în compoziția actuală (comuna Piteasca-Pasărea s-a desființat). În 1981, la o nouă ajustare a județelor, comuna a fost inclusă în Sectorul Agricol Ilfov, care în anul 1998 avea să devină județul Ilfov.

## Monumente istorice

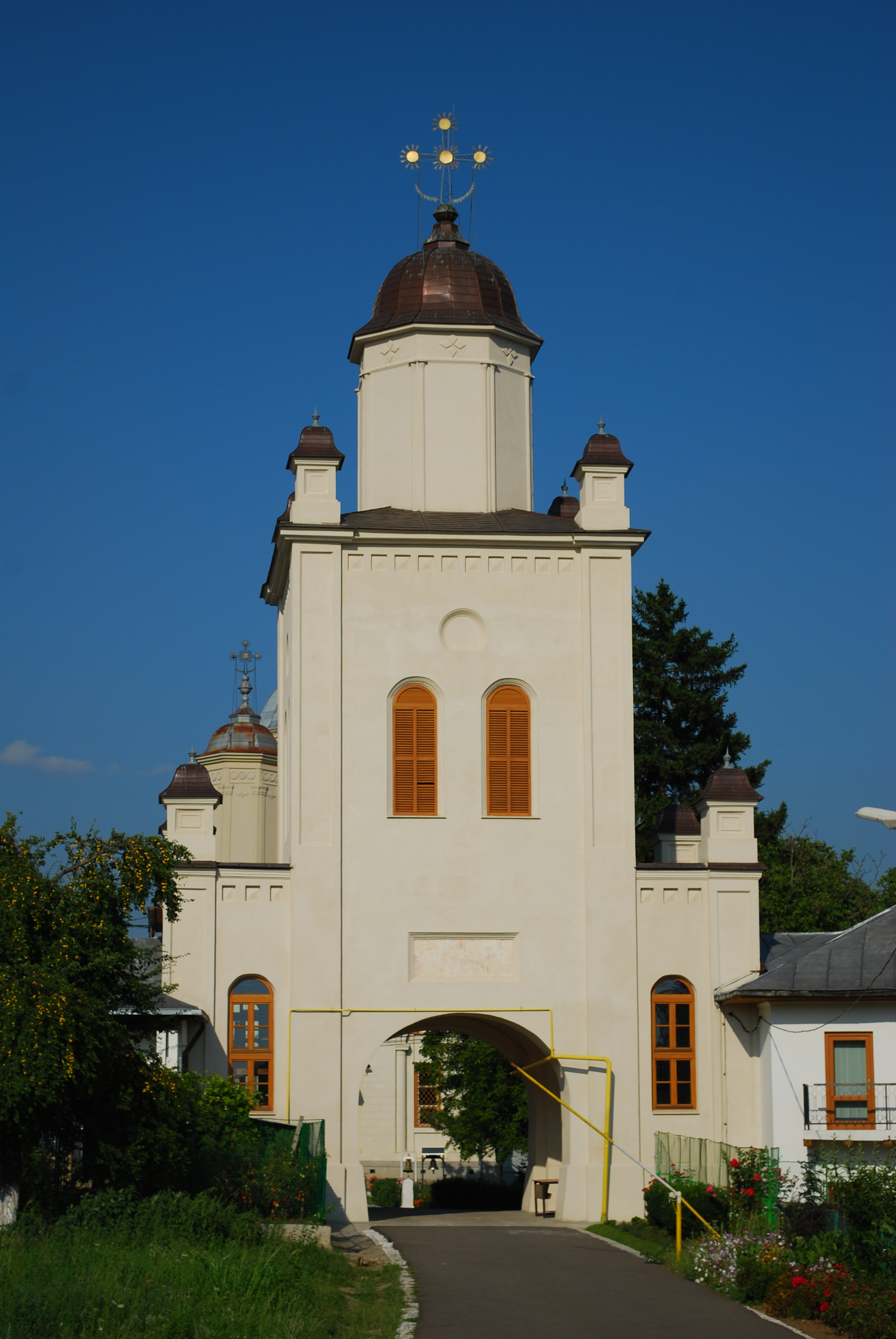
Turnul-clopotniță de poartă al mănăstirii Pasărea, monument istoric

Patru obiective din comuna Brănești sunt incluse în lista monumentelor istorice din județul Ilfov ca monumente de interes local. Două dintre ele sunt clasificate ca situri arheologice — așezarea neolitică aflată în punctul Ostrov, în mijlocul lacului Brănești de pe râul Pasărea, aflat la sud-vest de satul Brănești; și situl de la Vadu Anei, din zona autostrăzii A2, la vest de sat, sit ce cuprinde o așezare geto-dacică, una din secolele al II-lea–al IV-lea e.n., una din secolele al VI-lea–al VII-lea și una din secolul al X-lea.
Celelalte două sunt clasificate ca monumente de arhitectură. Unul este mănăstirea Pasărea, datând din 1813, cuprinzând biserica „Sfânta Treime” (1813, refăcută în 1846–1847), biserica „Adormirea Maicii Domnului” (1834–1838), casele monahale (începutul secolului al XX-lea), fosta trapeză și clopotnița (ambele din 1846). Ea este de fapt accesibilă dinspre comuna Brănești doar pe un pod pietonal, accesul rutier făcându-se dinspre satul Cozieni, comuna Găneasa. Celălalt este biserica „Sfântul Ilie” din satul Pasărea, datând din a doua jumătate a secolului al XIX-lea.